# Аполлони, Акилле
Акилле Аполлони (итал. Achille Apolloni; 13 мая 1823, Ананьи, Папская область — 3 апреля 1893, Рим, королевство Италия) — итальянский куриальный кардинал. Вице-камерленго Святой Римской Церкви с 33 декабря 1884 по 3 апреля 1892. Кардинал-дьякон с 24 мая 1889, с титулярной диаконией Сан-Чезарео-ин-Палатио с 26 мая 1887.